# Xəlfələr (Şabran)
Xəlfələr è un comune dell'Azerbaigian situato nel distretto di Şabran.